# استاندارد بنک
استاندارد بنک (انگلیسی: Standard Bank) شرکت خدمات مالی و بانکداری بریتانیایی بود، که در سال ۱۸۶۲ تأسیس و در سال ۱۹۶۹ منحل شد.